# Manganberzeliïta
La manganberzeliïta és un mineral de la classe dels fosfats. El seu nom fa referència al fet que és l'anàleg amb manganès de la berzeliïta, amb la qual forma una sèrie de solució sòlida.

## Característiques
La manganberzeliïta és un fosfat de fórmula química NaCa₂Mn2+
2(AsO₄)₃. Cristal·litza en el sistema isomètric en forma de cristalls trapezoèdrics rars, {112}, modificat per {011}, {012}, {001}, de fins a 9 mm; típicament granulars o massius de gra molt fi. La seva duresa a l'escala de Mohs és d'entre 4,5 i 5.
Segons la classificació de Nickel-Strunz, la manganberzeliïta pertany a «08.AC: Fosfats, etc. sense anions addicionals, sense H₂O, amb cations de mida mitjana i gran» juntament amb els següents minerals: howardevansita, al·luaudita, arseniopleïta, caryinita, ferroal·luaudita, hagendorfita, johil·lerita, maghagendorfita, nickenichita, varulita, ferrohagendorfita, bradaczekita, yazganita, groatita, bobfergusonita, ferrowyl·lieïta, qingheiïta, rosemaryita, wyl·lieïta, ferrorosemaryita, qingheiïta-(Fe2+), manitobaïta, marićita, berzeliïta, palenzonaïta, schäferita, brianita, vitusita-(Ce), olgita, barioolgita, whitlockita, estronciowhitlockita, merrillita, tuïta, ferromerrillita, bobdownsita, chladniïta, fil·lowita, johnsomervilleïta, galileiïta, stornesita-(Y), xenofil·lita, harrisonita, kosnarita, panethita, stanfieldita, ronneburgita, tillmannsita i filatovita.

## Formació i jaciments
La manganberzeliïta va ser descoberta a Långban, a Filipstad (Värmland, Suècia). Ha estat trobada en diferents ambients formació: en skarns manganifers metamorfosats (Suècia) i en una mena de zinc estratiforme metamorfosat (Franklin, Nova Jersey, EUA). També ha estat descrita a Àustria, Itàlia, el Japó, el Kazakhstan, Namíbia, Portugal, Suïssa i Veneçuela.
Sol trobar-se associada a altres minerals com: hausmannita, rhodonita, tefroïta, pirocroïta, bergslagita, caryinita, richterita, hedifana, sarkinita, eveïta, tilasita, barita, calcita (Långban, Suècia); sarkinita, hedifana, schal·lerita, franklinita, wil·lemita i calcita (Franklin, Nova Jersey, EUA).